# Fatimas hand

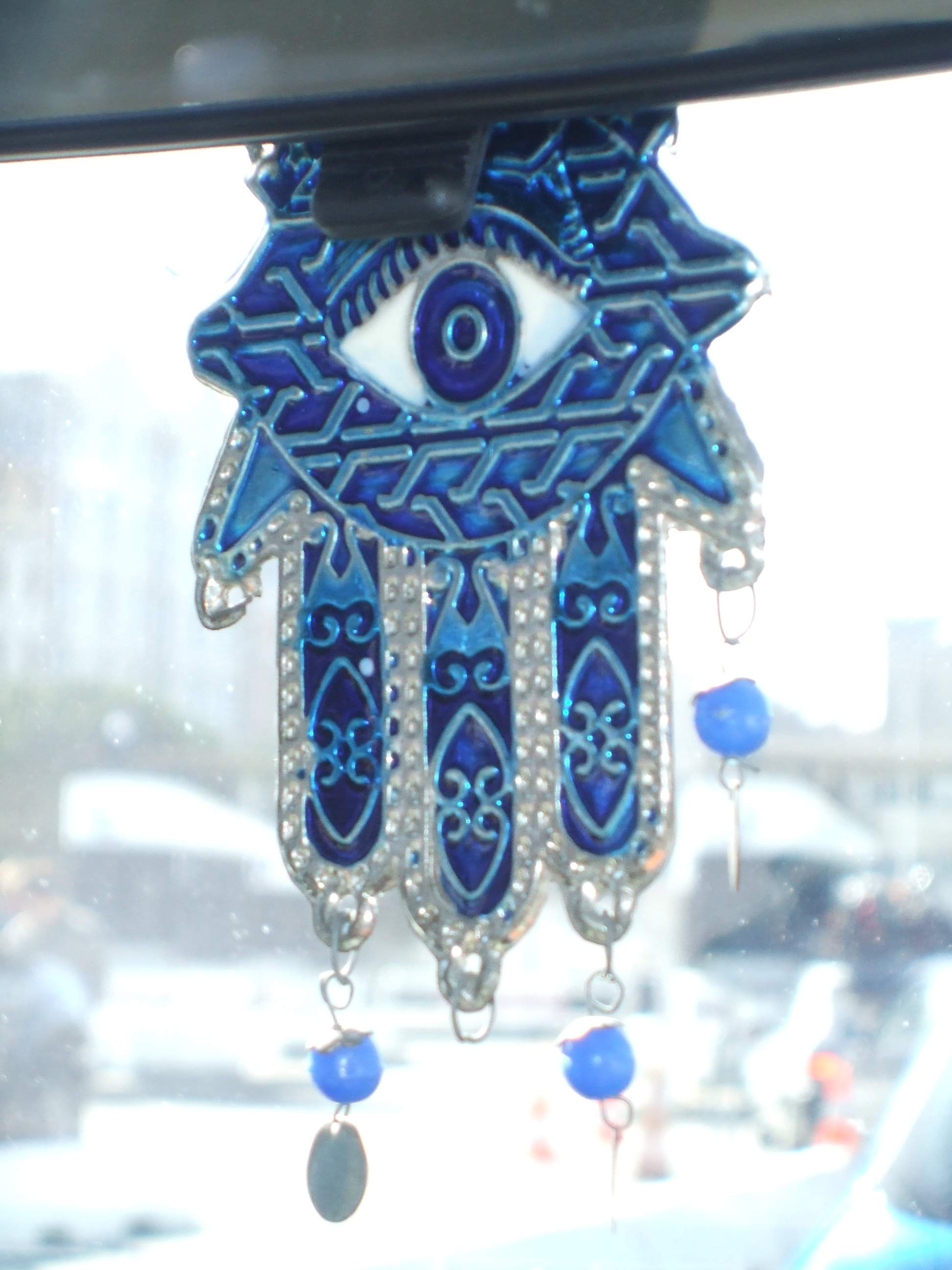
Fatimas hand

Fatimas hand, även kallad khamsa eller hamsa, är en symbol som har använts sedan Mesopotamien som symbol för gudinnan Ishtar eller Inanna. Det är idag framför allt en muslimsk och judisk symbol för gudomligt beskydd mot det onda och anses också bringa tur. Khamsa är ett arabiskt ord som betyder "fem" och anspelar på antalet fingrar på handen och ofta är ett öga placerat i handflatans centrum. Fatima var dotter till den islamiske profeten Muhammed. 
Enligt sunnah (största muslimska gruppen) är det förbjudet att tro på alla beskyddande och turbringande amuletter. Samma sak för spådom och magi som leder till misstron.
Den beskyddande och turbringande handsymbolen går tillbaka till mesopotamisk hednisk tid och finns i många andra religioner och kulturer. Bland judar kallas den för Mirjams hand och de fem fingrarna symboliserar bland annat de fem moseböckerna i Torah.
Symboler med handen används bland annat som halssmycke och lyckoamulett och man kan även se den på exempelvis dörrposter för att hålla ondskan borta från hemmet.
Bland sunnimuslimer syftar khamsa på islams fem pelare. Bland shiamuslimer är den vanligtvis en symbol för Fatimas hand eller Abbas ibn Alis hand, som förlorades i Slaget vid Karbala.

### Allmänna källor
- Hamsa or Hand of Fatima
- Etno smycken
- Hamsa handen
- Lexikon des Islam: Fatima